# Paradisos oceànics
Paradisos oceànics és un llibre d'Aurora Bertrana, en què descriu la seva experiència vital a la Polinèsia del 1926 al 1929. Escrit originalment en llengua catalana, va ser publicat per primera vegada per Edicions Proa l'any 1930. Constitueix el primer llibre de l'autora i el més destacat de la seva producció literària. A més, després de Viatge a Orient de Maria Antònia Salvà, és considerada la primera obra de viatges de la literatura catalana escrita per una dona.

## Recepció
La primera edició del llibre, preuada en 15 pessetes, va tenir tan bona rebuda del públic que es va exhaurir en dues setmanes. Es considera que va representar un èxit editorial tan gran que Bertrana va ser incapaç d'equiparar-lo en la resta de carrera literària i va eclipsar la resta de la seva obra. Per això, en les Memòries, l'autora en va comentar el següent: «Aquella primera obra meva l’havia escrita amb una ingènua admiració envers les persones i els paisatges d’aquelles illes. Potser hi manca malícia i esperit crític. Potser i sobra candor i entusiasme. Per bé que la meva adolescència era ja molt lluny, Paradisos oceànics és, en realitat, una obra d’adolescent, perquè jo entrava amb retard en el món de les lletres. Amb tot, encara va escandalitzar molta gent amb predisposició a escandalitzar-se, com ja m’havia advertit Carles Soldevila quan jo col·laborava al D’Ací d’Allà».

## Edicions
Escrit originalment en llengua catalana, el llibre va ser publicat per primera vegada per Edicions Proa l'any 1930. Comptava amb 12 capítols. Va ser reeditat en català per LaSal el 1988, Edicions de l'Eixample el 1993, Columna Edicions el 1998 i Rata el 2017. La primera edició en castellà del llibre es va publicar en format revista el 1933 sota el títol Islas de ensueño, amb un afegit de vuit textos no inclosos a la versió original catalana. La traducció va anar a càrrec de la mateixa autora. El 2017, l'editorial Rata va adherir-hi els dits textos, fins aleshores inèdits en castellà. D'altra banda, el 1943 es va publicar l'obra en francès com a Fenua Tahiti, i segons Bertrana en les Memòries també es devia traduir al txec o l'eslovac, però no se'n conserven còpies.

## Adaptacions
El juliol del 2019, el Teatre Akadèmia va representar una versió adaptada del dietari en el Festival Grec de Barcelona. L'obra va ser dirigida per Mònica Bofill i protagonitzada per les actrius Mercè Arànega i Paula Blanco. L'octubre del 2022, l'artista Cati Salazar (neta d'un cosí de Bertrana) va exposar al Centre Cultural La Mercè de Girona una mostra pictòrica basada en el llibre, titulada Aurora i Catalina –Bertrana i Salazar–.